# Seznam juniorských mistrů světa v orientačním běhu – štafety
Seznam juniorských mistrů světa v orientačním běhu ve štafetovém závodě seřazen podle data od roku 1990, kdy se tato mistrovství začala konat.
| Rok      | Zlato                                                        | Stříbro                                                       | Bronz                                                                  | Parametry |
| -------- | ------------------------------------------------------------ | ------------------------------------------------------------- | ---------------------------------------------------------------------- | --------- |
| JMS 1990 | Finsko Mikael Boström Sören Nymalm Kimmo Liljeström          | Švédsko Mikael Palmberg Klas Karlsson Jimmy Birklin           | Norsko Tore Sandvik Espen Bergstrøm Harald Bakke                       |           |
| JMS 1991 | Švédsko Fredrik Löwegren Magnus Palmberg Andreas Nilsson     | SSSR Girts Vegeris Janis Ozolins Ivars Zagars                 | Československo Aleš Drahoňovský Tomáš Doležal Libor Zřídkaveselý       |           |
| JMS 1992 | Finsko Aarto Hirvi Marko Pitkänen Mikko Lepo                 | Norsko Knut Aalde Stein Krogstad Thormod Berg                 | Švédsko Anders Åkerman Johan Näsman Fredrik Löwegren                   |           |
| JMS 1993 | Finsko Simo Martomaa Tommi Tölkkö Mikko Lepo                 | Norsko Holger Hott Johansen Bernt Bjørnsgaard Odin Tellesbø   | Polsko Robert Banach Dariusz Mikusinski Janusz Porzycs                 |           |
| JMS 1994 | Rusko Ivan Murashov Michael Mamleev Valentin Novikov         | Finsko Jarkko Huovila Lasse Torpo Simo Martomaa               | Maďarsko Tamas Kronvald Ferenc Levai Gabor Domonyik                    |           |
| JMS 1995 | Dánsko Jesper Damgaard Mads Ingvardsen Troels Nielsen        | Maďarsko Kolos Vadja Lajos Sarecz Gabor Domonyik              | Finsko Ville Repo Jarkko Huovila Miika Hernelahti                      |           |
| JMS 1996 | Česko Michal Horáček Vladimír Lučan Luboš Matějů             | Slovensko František Libant Maroš Bukovac Marian Davidík       | Švýcarsko Urs Müller David Schneider Adrian Klauser                    |           |
| JMS 1997 | Švédsko Jonas Pilblad Johan Modig Per Öberg                  | Česko Lukáš Přinda Michal Horáček Vladimír Lučan              | Slovensko František Libant Igor Patráš Marian Davidík                  |           |
| JMS 1998 | Švédsko Rikard Gunnarsson Mats Troeng Håkan Peterson         | Finsko Pasi Ikonen Samuli Salmenoja Jonne Lakanen             | Francie Thierry Gueorgiou J-Baptiste Bourrin François Gonon            |           |
| JMS 1999 | Finsko Pasi Ikonen Jonne Lakanen Mikko Heikelä               | Francie Benoit Peyvel Thierry Gueorgiou François Gonon        | Švýcarsko Beat Studer Christian Ott Felix Bentz                        |           |
| JMS 2000 | Česko Jirí Kazda Jaromír Švihovský Michal Smola              | Švédsko Erik Öhlund David Andersson Peter Öberg               | Finsko Timo Saarinen Markus Lindeqvist Pasi Ikonen                     |           |
| JMS 2001 | Česko Jan Mrázek Jaromír Vlach Michal Smola                  | Polsko Maciej Grabowski Wojciech Kowalski Wojciech Dwojak     | Švédsko David Andresson Erik Andersson Jan Troeng                      |           |
| JMS 2002 | Švýcarsko Matthias Merz Daniel Hubmann Lukas Ebneter         | Finsko Tuomas Tervo Juha-Matti Huhtanen Jörgen Wickholm       | Švédsko Anders Holmberg Johan Höij Erik Andersson                      |           |
| JMS 2003 | Rusko Dmitrij Cvetkov Dmitri Jekaterinin Alexey Bortnik      | Norsko Kristian Dalby Lars Skjeset Audun Weltzien             | Švýcarsko Hannes Friederich Matthias Merz Daniel Hubmann               |           |
| JMS 2004 | Švédsko Johan Lindahl Mattias Millinger Martin Johansson     | Česko Jan Palas Jan Šedivý Jan Procházka                      | Švýcarsko Andreas Ruedlinger Fabian Hertner Matthias Merz              |           |
| JMS 2005 | Norsko Øystein Sørensen Magne Dæhli Olav Lundanes            | Česko Adam Chromý Jan Beneš Jan Palas                         | Švédsko John Fredriksson Erik Rost Mikael Kristensson                  |           |
| JMS 2006 | Estonsko Mihkel Jarveoja Timo Sild Markus Puusepp            | Švédsko Fredrik Johansson John Fredriksson Mikael Kristensson | Norsko Anders Skarholt Erik Sagvolden Olav Lundanes                    |           |
| JMS 2007 | Česko Štěpán Kodeda Jan Beneš Adam Chromý                    | Norsko Torgeir Nørbech Magne Dæhli Olav Lundanes              | Lotyšsko Mikus Zagata Kalvis Mihailovs Anatolijis Tarasovs             |           |
| JMS 2008 | Švédsko Erik Liljekvist Olle Boström Johan Runesson          | Rusko 2 Yury Kiryanov Georgy Mavchun Dmitry Masnyy            | Norsko Ulf Forseth Indgaard Bjørn Danielsen Ekeberg Erik Sagvolden     |           |
| JMS 2009 | Švédsko Olle Boström Albin Ridefelt Gustav Bergman           | Švýcarsko Philipp Sauter Matthias Kyburz Martin Hubmann       | Dánsko Marius Thrane Ødum Rasmus Thrane Hansen Søren Bobach            |           |
| JMS 2010 | Norsko Gaute Hallan Steiwer Eskil Kinneberg Vegard Danielsen | Švédsko Olle Boström Gustav Bergman Johan Runesson            | Dánsko Andreas Hougaard Boesen Marius Thrane Ødum Rasmus Thrane Hansen |           |
| JMS 2011 | Polsko Piotr Parfianowicz Rafał Podziński Michał Olejnik     | Švédsko Jonas Nordstrom Richard Olsson Albin Ridefelt         | Česko Michal Hubáček Marek Schuster Pavel Kubát                        |           |
| JMS 2012 | Rusko Ivan Kuchmenko Andrey Kozyrev Gleb Tichonov            | Dánsko Jakob Ekhard Edsen Thor Nørskov Marius Thrane Odum     | Norsko Jon Aukrust Osmoen Hakon Jarvis Westergard Eskil Kinneberg      |           |
| JMS 2013 | Česko Marek Schuster Adam Chloupek Michal Hubáček            | Švédsko Anton Johansson Jens Wängdahl Emil Svensk             | Rusko Ivan Kuchmenko Dmitrij Poljakov Andrey Kozyrev                   |           |